# Sistema Cutzamala

Esquema general del sistema Cutzamala para el abastecimiento de agua a la Ciudad de México.

El sistema Cutzamala es un sistema hídrico de almacenamiento, conducción, potabilización y distribuidor de agua dulce para la población e industria de la Ciudad de México y el Estado de México. De este último, la ubicada en las zonas centrales de la cuenca de México y el valle de Toluca. Es considerado uno de los sistemas de suministro de agua más grande del mundo, ya que debe bombearse el agua desde una altura de 1600 m s. n. m. en su punto más bajo hasta los 2702 m s. n. m. en su punto más alto; así como transportar 480 hm³/año de agua. Este sistema se extiende por las entidades de Michoacán, el Estado de México y la Ciudad de México. fue creado en la década de los 60.

## Etapas constructivas
Como obra del gobierno federal, este sistema de suministro de agua potable se ha desarrollado durante más de 80 años, el cual se ha dividido en tres etapas ya construidas y una en proyecto hasta el momento (2018), cada una de las cuales ha agregado capacidad al sistema para abastecer agua a su zona de servicio.

## Historia

### Etapa I
Terminada la etapa de mayor actividad militar de la Revolución mexicana y consolidado el gobierno de los sonorenses, en 1912 se considera llevar agua del río Lerma en el valle de Toluca a la Ciudad de México, que por entonces solo disponía de fuentes de agua provenientes de los pozos artesianos que se ubicaban por toda la ciudad y que habían sido abiertos desde la época colonial, además de los acueductos provenientes de  Chapultepec, Santa Fe – Cuajimalpa y de Xochimilco. Lo que, combinado con las obras de drenaje del Valle de México, empezaba a causar el hundimiento y consecuente destrucción de las construcciones de la ciudad.
Por falta de dinero, tensiones políticas y una serie de obras que debían realizarse primero en la Ciudad de México, se postergaron los estudios preliminares de factibilidad hasta el año de 1940, mismos que en 1942 confirmaron la viabilidad del proyecto, iniciándose los trabajos para construir los canales, tubería, túneles y tanques de almacenamiento necesarios para la obra.
En el año de 1951 se terminó la primera mitad de la etapa I, con la conducción de agua del río Lerma por el túnel Atarasquillo–Dos Ríos, mismo que fue considerado una obra de gran importancia en su época, ya que atravesó la sierra de las Cruces con un tubo de 2.5 m de diámetro reforzado con placas de concreto prefabricado y con una parte interna de concreto proyectado, permitiendo construir túneles con el sistema de dovelas y concreto proyectado. Este sistema terminaba en el Cárcamo de Dolores, una caja o tanque de almacenamiento que se construyó en la actual sección 2 del bosque de Chapultepec, en el poniente de la Ciudad de México, cuya casa de máquinas fue adornada por murales de Diego Rivera y que se caracteriza por tener en su exterior una fuente monumental con la figura sedente del dios nahua de Tláloc.
En la década de 1960, se presentó una sequía y un aumento notable de la población de la Ciudad de México, lo que causó una falta de agua, la cual se salvó temporalmente con la perforación de 230 pozos en el valle de Toluca y en las zonas de Ixtlahuaca y Jocotitlán, terminando así la primera etapa en 1975. Esta etapa se conoce comúnmente como Sistema Lerma.

### Etapa II
Con el aumento de la población de la Ciudad de México, sobre todo por la inmigración, la necesidad de nuevas fuentes de agua obligó a utilizar los afluentes de la zona alta del río Cutzamala, mismos que durante el tiempo de la primera etapa se habían usado para el riego agrícola y para la generación de energía por medio de presas, las cuales formaban el sistema hidráulico de Valle de Bravo. En 1976, se iniciaron los trabajos de la etapa II.[cita requerida]
Esta etapa se llevó a cabo en varias subetapas. La primera de ellas consistió en construir un acueducto con tubería metálica y canales que llevara el agua de la presa Villa Victoria hasta un segundo túnel en la sierra del Monte de las Cruces, llamado túnel Analco-San José (de 42 kilómetros de largo, con portal de entrada en la comunidad Santa María Atarasquillo, en el municipio de Lerma), para lo cual se debió construir la primera planta de bombeo, a fin de elevar desde la presa a 2545 m s. n. m. hasta un tanque de oscilación a 2702 m s. n. m. para luego, por gravedad, conducir el agua a la ciudad. Esta subetapa se terminó en 1982.
Entre 1983 y 1992, se concluyó la etapa II, con la construcción de varias plantas de bombeo, la Planta Potabilizadora Berros y la conexión del sistema de Valle de Bravo con la Planta Potabilizadora Berros, a la cual se le aumenta la capacidad por medio de canales, y el túnel de Agua Escondida, que permite la entrada del líquido desde la cuenca del río Cutzamala al valle de Toluca. En esta etapa, se logran grandes obras de ingeniería civil, como la elevación desde la presa Los Colorines hasta el tanque de oscilación, por 1100 metros de altura en cinco pasos.

### Etapa III
Desde 1993 hasta la fecha de este artículo, se construyen canales y tuberías paralelas a las ya construidas, para así poder tener un sistema redundante y evitar los cortes de agua que periódicamente, por mantenimiento, se deben dar y que es usual que ocurran durante la Semana Santa, cuando baja la demanda en la ciudad. A su vez, se construyen derivaciones que permiten conectar al sistema con varias poblaciones cercanas, como la ciudad de Toluca.[cita requerida]
En 1998, en la Ciudad de México se inició la construcción del llamado Acuaférico, una línea de distribución que permitiría distribuir de manera más eficiente el agua en la ciudad, logrando llevar ésta a la zona oriente, donde tradicionalmente se usan pozos artesianos para el suministro del líquido a la zona más densamente poblada. La obra del Acuaférico la detuvo en su zona, en el 2001, el Gobierno del Distrito Federal (después llamado Gobierno de la Ciudad de México[cita requerida]), ya que consideró que el Sistema de Aguas del Distrito Federal (después llamado Sistema de Aguas de la Ciudad de México[cita requerida]) debía ser la encargada de la obra, y no la Comisión Nacional del Agua.

### Etapa IV
Por el aumento de la población, sobre todo en la zona del Estado de México, la Ciudad de México requiere un aumento de su caudal de agua potable. Se ha planeado encauzar los afluentes del río Temazcaltepec, lo que aportaría 5 m³/s al caudal, para lo cual debe construirse una nueva presa, llamada El Tule, y un nuevo túnel, además de sistemas de bombeo. Estos trabajos se iniciaron en nivel de anteproyecto, pero se han encontrado con una fuerte oposición social.

## Características del Sistema Cutzamala
Las principales características del sistema son:
- 7 presas principales.
- 6 plantas de bombeo, que en conjunto consumen 2,280 millones de kilovatios cada hora, el equivalente al consumo de energía eléctrica de la ciudad de Puebla.[9]
- 334.4 km de canalizaciones primarias para el agua, distribuidas en 218 km de acueductos por tubería metálica y de concreto, 43.9 km de túneles y 72.5 km de canales abiertos.
- 1 planta potabilizadora con capacidad de 19 m³/s.
- 6 m³/s de agua provienen del Lerma (31.5%), mientras 13 provienen del Cutzamala (68.5%), una aportación que representa un poco más del 30% del agua que se consume en la Ciudad de México.
- Recorren, desde Atizapán a la Ciudad de México, 2,500 m de tuberías.

## Problemática social y política
La tarea de llevar el agua de las comunidades lejanas a la Ciudad de México siempre motivó problemas con las comunidades locales donde nacen las fuentes, diferencias que se han salvado en buena medida con la realización de obras anexas para el beneficio de la población local, lo cual no siempre ha tenido que ver con el suministro de agua potable a las mismas comunidades ni con el aseguramiento de agua para el regadío de los cultivos.
Por otro lado, los movimientos políticos producto de la no negociación para abastecer a la población de la Ciudad de México y evitar conflictos sociales entre el gobierno federal y el Gobierno del Distrito Federal con las localidades, en un acto pacífico de lucha, se toman diferentes instalaciones del sistema por parte de mujeres que simbólicamente portaban armas y que fueron identificadas como un movimiento paralelo al Ejército Zapatista de Liberación Nacional.
Esto mismo se ha agudizado por el proyecto de aumentar las fuentes de agua al sistema, siendo el proyecto más inmediato el construir y conectar la presa “El Tule”, ubicada en las inmediaciones de la ciudad de Temascaltepec, en el Estado de México, para lo cual se vuelven a poner en contra organismos civiles identificados con el movimiento zapatista y apoyados por grupos ecologistas a nivel nacional.

### Mantenimiento
Para fines de mantenimiento del sistema, el Gobierno de la Ciudad de México realiza labores frecuentes de mantenimiento. Por ejemplo, anunció que se interrumpiría el suministro de agua durante el último fin de semana de octubre de 2018 y los primeros días del mes de noviembre de ese año. La situación generó dudas en la población, relativas sobre todo a los intereses económicos de las empresas que hicieron negocio desde días atrás con la venta de agua. Además, se critica que el control que realiza la Comisión Nacional del Agua sobre los pozos es insuficiente.

### [15]Recorte en el servicio de abastecimiento de agua
La Ciudad de México enfrenta una crisis hídrica derivado de los bajos niveles del Sistema Cutzamala. Conagua informó en un comunicado que el sistema abastecedor de agua lleva aproximadamente tres años en deficiencia de su abasto debido a la falta de lluvias en la cuenca del sistema.
Debido a la crisis hídrica, el Sacmex (Sistema de Aguas de la Ciudad de México) emitió un comunicado en el que informó que el abastecimiento actual del Cutzamala es de 26 mil litros por segundo. Aunado a esto, invitó a los habitantes de las colonias afectadas a informarse directamente para conocer el estado del abasto en su localidad y cuándo tendrán servicio de agua potable con normalidad, para este cometido, ha puesto a disposición de los usuarios el sitio web Agua en tu colonia para conocer las fechas y horas en que está programado el servicio.
Además, el Gobierno de México recomendó algunas acciones que cada familia puede implementar en sus costumbres diarias para procurar el cuidado de este servicio y así aumentar el plazo de abastecimiento hasta la temporada de lluvias:
- Ducharse en tiempos breves y cerrar la llave de la regadera mientras se enjabona.
- Durante el lavado de dientes, cerrar la llave para evitar el desperdicio de agua.
- Prestar atención a que sus llaves no tengan goteo, y de ser necesario, cambiar los empaques a la brevedad.
- Utilizar la lavadora con cargas completas para evitar la necesidad de lavar varias veces, a menos que tenga una configuración para usar menos agua.